# Microchilus rioitayanus
Microchilus rioitayanus är en orkidéart som beskrevs av Paul Ormerod. Microchilus rioitayanus ingår i släktet Microchilus och familjen orkidéer. Inga underarter finns listade i Catalogue of Life.